# Gnetum montanum
Gnetum montanum — вид голонасінних рослин класу гнетоподібних.

## Поширення, екологія
Країни проживання: Бутан; Китай (провінції Гуандун, Гуансі, Юньнань); Індія (штат Аруначал-Прадеш, Ассам, Біхар, Сіккім); Лаос; М'янма; Непал; Таїланд; В'єтнам. Росте в субтропічних широколистяних дощових лісах часто на берегах річок, в вічнозелених і змішаних листяних лісах на висотах часто вище 1000 м. Був виявлений на супіщаних ґрунтах і в поєднанні з бамбуком.

## Використання
Волокна кори Gnetum montanum використовують, щоб зробити мотузки й рибальські мережі. Насіння їстівне, коли смажене і з нього видобувається олія, яка використовується на кухні. У Китаї роблять вино з насінням. Водянистий сік використовується як холодний напій. З кореня роблять засіб проти малярії та інших тропічних гарячок. У Непалі в основному насіння використовуються або смажене в їжу або приготоване в невеликій кількості води і використане проти кашлю та застуди.

## Загрози та охорона
Втрата середовища існування внаслідок збезлісення є суворою загрозою для цього виду. Вид був знайдений в кількох охоронних територіях по всьому ареалу.